# 1991년 3월
| 1991년: 1월 · 2월 · 3월 · 4월 · 5월 · 6월 · 7월 · 8월 · 9월 · 10월 · 11월 · 12월 |

| <          | 1991년 3월 | 1991년 3월 | 1991년 3월 | 1991년 3월 | 1991년 3월  | >           |
| 일         | 월         | 화         | 수         | 목         | 금          | 토          |
|            |            |            |            |            | 1 1.15 경오 | 2 16 신미   |
| 3 17 임신  | 4 18 계유  | 5 19 갑술  | 6 20 을해  | 7 21 병자  | 8 22 정축   | 9 23 무인   |
| 10 24 기묘 | 11 25 경진 | 12 26 신사 | 13 27 임오 | 14 28 계미 | 15 29 갑신  | 16 2.1 을유 |
| 17 2 병술  | 18 3 정해  | 19 4 무자  | 20 5 기축  | 21 6 경인  | 22 7 신묘   | 23 8 임진   |
| 24 9 계사  | 25 10 갑오 | 26 11 을미 | 27 12 병신 | 28 13 정유 | 29 14 무술  | 30 15 기해  |
| 31 16 경자 |            |            |            |            |             |             |

| 편집하기 |

## 1991년3월 26일
- 개구리소년 실종 사건이 발생하다.
- 5·16 군사 정변 이후 중단된 지방자치제가 30년 만에 부활, 지방선거가 다시 시행되었다.

## 1991년3월 20일
- SBS 라디오 방송 개국.

## 1991년3월 5일
- 제1호 태풍 샤론이 발생하였다.